# خوخ أمريكي
خوخ أمريكي أو برقوق أمريكي (الاسم العلمي: Prunus americana) هو نوع من النباتات يتبع جنس الخوخ من الفصيلة الوردية. تم وصف هذا النوع من النبات علمياً لأول مرة من قبل هامفري مارشال سنة 1785.